# Medoglavka
Medoglavka (srpac, lat. Jurinea), biljni rod iz porodice Asteraceae. Pripada joj 245 vrsta od atlantske Europe do Sibira, te u Maroku. Himalaiella i Lipschitziella često su isključene, ali ih Garcia et al. (2020) ponovno uključuju.

## Vrste
1. Jurinea abolinii Iljin
2. Jurinea abramovii Regel & Herder ex Regel
3. Jurinea adenocarpa Schrenk
4. Jurinea akinfievii Nemirova
5. Jurinea alata (Desf.) Cass.
6. Jurinea albescens (DC.) N.Garcia, Herrando & Susanna
7. Jurinea albicaulis Bunge
8. Jurinea albovii Galushko & Nemirova
9. Jurinea algida Iljin
10. Jurinea almaatensis Iljin
11. Jurinea alpigena K.Koch
12. Jurinea altaica Iljin
13. Jurinea ancyrensis Bornm.
14. Jurinea androssovii Iljin
15. Jurinea annae Sosn.
16. Jurinea antoninae Iljin
17. Jurinea antonowi C.Winkl.
18. Jurinea arachnoidea Bunge
19. Jurinea armeniaca Sosn.
20. Jurinea asperifolia Iljin
21. Jurinea atropurpurea C.Winkl. ex Iljin
22. Jurinea aucheriana DC.
23. Jurinea auriculata (DC.) N.Garcia, Herrando & Susanna
24. Jurinea baissunensis Iljin
25. Jurinea baldschuanica C.Winkl.
26. Jurinea bellidioides Boiss.
27. Jurinea berardioides (Boiss.) Diels
28. Jurinea bipinnatifida C.Winkl.
29. Jurinea blanda (M.Bieb.) C.A.Mey.
30. Jurinea bobrovii Iljin
31. Jurinea bocconei (Guss.) Guss.
32. Jurinea boreoiranica Mirtadz. & Naderi
33. Jurinea botschantzevii Iljin
34. Jurinea brachypappa Nemirova
35. Jurinea bracteata Regel & Schmalh.
36. Jurinea brevicaulis Boiss.
37. Jurinea breviscapa O.Schwarz
38. Jurinea bucharica C.Winkl.
39. Jurinea bulgarica Velen.
40. Jurinea bungei Boiss.
41. Jurinea cadmea Boiss.
42. Jurinea caespitans Iljin
43. Jurinea caespitosa C.Winkl. ex O.Fedtsch. & B.Fedtsch.
44. Jurinea calcarea Klokov
45. Jurinea capusii (Franch.) Franch.
46. Jurinea carduicephala Iljin
47. Jurinea carduiformis (Jaub. & Spach) Boiss.
48. Jurinea cartaliniana Boiss.
49. Jurinea cataonica Boiss. & Hausskn.
50. Jurinea catharinae Iljin
51. Jurinea cephalopoda Iljin
52. Jurinea ceratocarpa (Decne.) Benth.in Benth. & Hook.f.
53. Jurinea chaetocarpa (Ledeb.) Ledeb.
54. Jurinea chenopodiifolia (Klatt) N.Garcia, Herrando & Susanna
55. Jurinea chitralica (Duthie) N.Garcia, Herrando & Susanna
56. Jurinea ciscaucasica (Sosn.) Iljin
57. Jurinea consanguinea DC.
58. Jurinea cordata Boiss.
59. Jurinea coronopifolia Sommier & Levier
60. Jurinea cretacea Bunge
61. Jurinea creticola Iljin
62. Jurinea crispa (Vaniot) N.Garcia, Herrando & Susanna
63. Jurinea cyanoides (L.) Rchb.
64. Jurinea cypria Boiss.
65. Jurinea czilikinoana Iljin
66. Jurinea darvasica Iljin
67. Jurinea deltoidea (DC.) N.Garcia, Herrando & Susanna
68. Jurinea densisquamea Iljin
69. Jurinea derderioides C.Winkl.
70. Jurinea dobrogensis Nyár.
71. Jurinea dolomitica Galushko
72. Jurinea dshungarica (N.I.Rubtzov) Iljin
73. Jurinea dumulosa Boiss.
74. Jurinea eduardi-regelii Iljin
75. Jurinea efeae N.Aksoy
76. Jurinea elbursensis (Wagenitz) Tscherneva
77. Jurinea elegans (Steven) DC.
78. Jurinea elegantissima Iljin
79. Jurinea eriobasis DC.
80. Jurinea ewersmanii Bunge
81. Jurinea eximia Tekutj.
82. Jurinea fedtschenkoana Iljin
83. Jurinea ferganica Iljin
84. Jurinea filicifolia Boiss.
85. Jurinea filifolia (Regel & Schmalh.) C.Winkl.
86. Jurinea fontqueri Cuatrec.
87. Jurinea frigida Boiss.
88. Jurinea gabrieliae Bornm.
89. Jurinea galushkoi Nemirova
90. Jurinea gilesii (Hemsl.) N.Garcia, Herrando & Susanna
91. Jurinea gilliatii Turrill
92. Jurinea giviensis Mirtadz.
93. Jurinea glycacantha (Sm.) DC.
94. Jurinea gnaphalioides Klatt
95. Jurinea gorodkovii Iljin
96. Jurinea gracilis Iljin
97. Jurinea grossheimii Sosn.
98. Jurinea grumosa Iljin
99. Jurinea hamulosa Rubtzov
100. Jurinea helichrysifolia Popov ex Iljin
101. Jurinea heteromalla (D.Don) N.Garcia, Herrando & Susanna
102. Jurinea heterophylla (Jaub. & Spach) Boiss.
103. Jurinea humilis (Desf.) DC.
104. Jurinea iljinii Grossh.
105. Jurinea impressinervis Iljin
106. Jurinea inuloides Boiss. & Hausskn.
107. Jurinea jucunda (C.Winkl.) Sennikov
108. Jurinea kamelinii Iljin
109. Jurinea kapelkini O.Fedtsch.
110. Jurinea karabugasica Iljin
111. Jurinea karatavica Iljin
112. Jurinea karategina (Lipsky) O.Fedtsch.
113. Jurinea kaschgarica Iljin
114. Jurinea kazachstanica Iljin
115. Jurinea kemahensis B.Dogan, Kandemir & A.Duran
116. Jurinea khorassanica Joharchi & Mirtadz.
117. Jurinea kilaea Azn.
118. Jurinea kirghisorum Janisch.
119. Jurinea kitanovii Iljin
120. Jurinea knorringiana Iljin
121. Jurinea kokanica Iljin
122. Jurinea komarovii Iljin
123. Jurinea kopetensis Rech.f.
124. Jurinea korotkovae Turak. & F.O.Khass.
125. Jurinea krascheninnikovii Iljin
126. Jurinea kultiassovii Iljin
127. Jurinea kuraminensis Iljin
128. Jurinea kyzylkyrensis Kamelin & Tscherneva
129. Jurinea lanipes Rupr.
130. Jurinea lasiopoda Trautv.
131. Jurinea ledebourii Bunge
132. Jurinea leptoloba DC.
133. Jurinea leptophylla (Hemsl.) N.Garcia, Herrando & Susanna
134. Jurinea levieri Albov
135. Jurinea lipskyi Iljin
136. Jurinea lithophila Rubtzov
137. Jurinea longifolia DC.
138. Jurinea ludmilae Iljin
139. Jurinea lydiae Iljin
140. Jurinea macranthodia Iljin
141. Jurinea macrocephala DC.
142. Jurinea mallophora Rech.f. & Köie
143. Jurinea mamillarioides Iljin
144. Jurinea mariae Pavlov
145. Jurinea maxima C.Winkl.
146. Jurinea meda Bornm.
147. Jurinea merxmuelleri Podlech
148. Jurinea mesopotamica Hand.-Mazz.
149. Jurinea micevskii Stevan.
150. Jurinea michelsonii Iljin
151. Jurinea microcephala Boiss.
152. Jurinea mobayenii Ghahr. & Mirtadz.
153. Jurinea modesta Boiss.
154. Jurinea modesti Czerep.
155. Jurinea mollis (L.) Rchb.
156. Jurinea mollissima Klokov
157. Jurinea mongolica Maxim.
158. Jurinea monocephala Aitch. & Hemsl.
159. Jurinea monticola Iljin
160. Jurinea moschus (Hablitz) Bobrov
161. Jurinea mugodsharica Iljin
162. Jurinea multicaulis DC.
163. Jurinea multiceps Iljin
164. Jurinea multiflora (L.) B.Fedtsch.
165. Jurinea multiloba Iljin
166. Jurinea nargalensis Iljin
167. Jurinea narynensis Kamelin & Tscherneva
168. Jurinea natmataungensis (Fujikawa) Fujikawa
169. Jurinea neicevii (Kozuharov) Greuter
170. Jurinea nevskii F.O.Khass.
171. Jurinea nivea C.Winkl.
172. Jurinea olgae Regel & Schmalh. ex Regel
173. Jurinea orientalis (Iljin) Iljin
174. Jurinea peguensis (C.B.Clarke) N.Garcia, Herrando & Susanna
175. Jurinea persimilis Iljin
176. Jurinea perula-orientis C.Jeffrey ex Grey-Wilson
177. Jurinea pineticola Iljin
178. Jurinea pinnata (Lag.) DC.
179. Jurinea poacea Iljin
180. Jurinea polycephala Formánek
181. Jurinea polyclonos DC.
182. Jurinea pontica Hausskn. & Freyn ex Hausskn.
183. Jurinea popovii Iljin
184. Jurinea praetermissa Galushko & Nemirova
185. Jurinea prasinophylla Rech.f.
186. Jurinea prokhanovii Nemirova
187. Jurinea propinqua Iljin
188. Jurinea proteoides Boiss. & Hausskn.
189. Jurinea psammophila Iljin
190. Jurinea pseudoiljinii Galushko & Nemirova
191. Jurinea pteroclada Iljin
192. Jurinea pulchella (Fisch. ex Hornem.) DC.
193. Jurinea pumila Albov
194. Jurinea radians Boiss.
195. Jurinea ramosissima DC.
196. Jurinea ramulosa Boiss. & Hausskn.
197. Jurinea rhizomatoidea Iljin
198. Jurinea robusta Schrenk
199. Jurinea roegneri K.Koch
200. Jurinea rosulata Klatt
201. Jurinea ruprechtii Boiss.
202. Jurinea salicifolia Gruner
203. Jurinea sangardensis Iljin
204. Jurinea schachimardanica Iljin
205. Jurinea schischkiniana Iljin
206. Jurinea semenowii (Herder) C.Winkl.
207. Jurinea serratuloides Iljin
208. Jurinea shahrestanica Rech.f.
209. Jurinea sharifiana Rech.f. & Esfand.
210. Jurinea sintenisii Bornm.
211. Jurinea sosnowskyi Grossh.
212. Jurinea spectabilis Fisch. & C.A.Mey.
213. Jurinea spiridonovii Iljin
214. Jurinea spissa Iljin
215. Jurinea squarrosa Fisch. & C.A.Mey.
216. Jurinea staehelinae (DC.) Boiss.
217. Jurinea stenocalathia Rech.f.
218. Jurinea stenophylla Iljin
219. Jurinea stoechadifolia (M.Bieb.) DC.
220. Jurinea subhastata Pancic
221. Jurinea suffruticosa Regel
222. Jurinea suidunensis Korsh.
223. Jurinea tadshikistanica Iljin
224. Jurinea tapetodes Iljin
225. Jurinea taygetea Halácsy
226. Jurinea tenuiloba Bunge
227. Jurinea thianschanica Regel & Schmalh.
228. Jurinea tortisquamea Iljin
229. Jurinea tortumensis A.Duran & B.Dogan
230. Jurinea transhyrcana Iljin
231. Jurinea transsylvanica (Spreng.) Simonk.
232. Jurinea transuralensis Iljin
233. Jurinea trautvetteriana Regel & Schmalh. ex Regel
234. Jurinea trifurcata Iljin
235. Jurinea tschernevae Tojibaev & Turginov
236. Jurinea turcica B.Dogan & A.Duran
237. Jurinea tzar-ferdinandii Davidov
238. Jurinea venusta Iljin
239. Jurinea viciosoi Pau
240. Jurinea winkleri Iljin
241. Jurinea woronowii Iljin
242. Jurinea xeranthemoides Iljin
243. Jurinea xerophytica Iljin
244. Jurinea yakla (C.B.Clarke) N.Garcia, Herrando & Susanna
245. Jurinea zakirovii Iljin